# Cereus herpetodes
Cereus herpetodes is een zeeanemonensoort uit de familie Sagartiidae. De anemoon komt uit het geslacht Cereus. Cereus herpetodes werd in 1904 voor het eerst wetenschappelijk beschreven door McMurrich. 